# Pausa/Vogtl.
Pausa/Vogtl. è una frazione della città di Pausa-Mühltroff in Sassonia, in Germania. La città di Pausa-Mühltroff è stata costituita il 1º gennaio 2013 dall'unione delle città di Mühltroff e Pausa/Vogtl.
È compresa nel circondario del Vogtland.